# Mesorhaga angulata
Mesorhaga angulata är en tvåvingeart som beskrevs av Octave Parent 1935. Mesorhaga angulata ingår i släktet Mesorhaga och familjen styltflugor. Inga underarter finns listade i Catalogue of Life.